# Erica Flynn
1. REDIRECTIONPersonnages_de_Mentalist#Erica_Flynn